# جوش غوس
جوش غوس (بالإنجليزية: Josh Goss)‏ هو لاعب كرة قدم أمريكي في مركز الوسط، ولد في 16 أغسطس 1994 في ألباكركي في الولايات المتحدة. لعب مع نيو مكسيكو يونايتد.